# الحافة (المركز)

تعديل مصدري - تعديل

الحافة إحدى حارات مدينة قرية المركز بمحافظة إب، بلغ تعداد سكانها 226 نسمة حسب تعداد اليمن لعام 2004.